# Чубач Ганна Танасівна
Га́нна Тана́сівна Чу́бач (6 січня 1941, Плоске Мурованокуриловецького району Вінницької області — 19 лютого 2019) — українська поетеса та дитяча письменниця. Заслужена діячка мистецтв України. Член Національної спілки письменників України (від 1971 року).

## Життєпис
Народилася 6 січня 1941 року в с. Плоске на Вінниччині у селянській родині. Батько загинув на фронті під час Німецько-радянської війни.
Після закінчення Лучинецької середньої школи Ганна Чубач закінчила вечірню школу робітничої молоді. У 1959 році одружилася та переїхала з чоловіком до Києва.

Могила Ганни Чубач, Байкове кладовище

1968 року закінчила факультет журналістики Українського поліграфічного інституту імені Івана Федорова, 1973 року — Вищі літературні курси при Літературному інституті імені Максима Горького в Москві.
Працювала в редакціях газети «Літературна Україна» та журналу «Дніпро». Від 1971 року Ганна Чубач — член Національної спілки письменників України.
У 1997 році в поїздці до Вашинґтона на Всесвітню конференцію «Література ХХІ століття» Чубач обрана радницею від слов'янських народів.
З 1992 року була у шлюбі з генерал-лейтенантом Георгієм Живицею (1937—2015). Донька Ганни Чубач — Оксана Володимирівна Румеліді — відома як поетеса й художниця Оксана Чубачівна. Після смерті чоловіка важко хворіла, пережила інсульт. Померла 19 лютого 2019 року. Похована на Байковому кладовищі разом із чоловіком (ділянка № 33, 50°25′8.44″ пн. ш. 30°30′11.51″ сх. д. / 50.4190111° пн. ш. 30.5031972° сх. д.).

## Творчість
Зірка Чубач засвітилася в українській поезії у 1960-ті. Живі були корифеї, які безкорисливо підтримували молодих, обдарованих «літературних новобранців». Нині важко повірити в те, що Ганну Чубач прийняли до Спілки письменників, коли вона була авторкою… однієї поетичної збірки «Журавка». За рекомендацією юна поетеса звернулася до Платона Воронька. Вони з дружиною гостинно її прийняли, а потім Платон Микитович каже: «Дівчино, сідайте, я писатиму вам рекомендацію». Ганна здивувалася: «А ви ж книжку не читали!» Тоді він пробіг очима вірш «Журавка» й підтвердив: «Дівчино, так ви ж дуже талановита». Другу рекомендацію дав Павло Усенко.
Прихід в українську літературу молодої подільської «Журавки» привітали письменники Олесь Гончар, Андрій Малишко, Борис Антоненко-Давидович, критик Микита Шумило, якому належать слова: «Я люблю двох поетес: одну — мужню, другу — ніжну». Недоброзичливці почали закидати Ганні: «Невже ти рівняєшся до Ліни Костенко?» Вона відповіла: «Люди добрі, я ні з ким не змагаюся. Просто своєю ніжністю хочу дорівнятися до мужності Ліни Василівни».
Крамольна фраза
Серед тих, хто підтримав пані Ганну на літературній стежці, був видатний співак Іван Козловський. Він запрошував молоду українську поетесу на літературні вечори до Москви. Представляючи її публіці, казав: «Захоплюємось красою цієї дівчини, а вона ж іще яка гарна поетеса! Читай, Ганнусю». І вона читала:
```
Стою берізкою край шляху,
Край шляху втомлено стою,
А вітер шарпає з розмаху
Косу заквітчану мою.
```

Після однієї зустрічі зі славетним артистом, чекаючи тролейбуса на зупинці, написала вірш «Білі клавіші», присвячений Іванові Семеновичу. Цей твір став каменем спотикання, коли видавали збірку «Ожинові береги», до якої він увійшов. У пильне око директора видавництва «Радянський письменник» Мирослави Лещенко впали рядки: Тиха пісне співучої нації, О, яка ти для світу велика!
«Ніякої нації!» — владно промовила начальниця. Виправила «крамольну» фразу на іншу — «Тиха пісне в усіх варіаціях». Рима збереглася, але часточку вкладеної душі було втрачено, і це надто засмучувало авторку. В примірнику, який Ганна вислала Іванові Семеновичу до Москви, вона від руки написала слова первісного варіанта. Отримала від нього вдячні листи, співак телефонував і казав: «Я всі ваші вірші прочитав, шкода, що немає Рильського — він дав би їм гідну оцінку».
«Не відмовляю людям у добрі»
Ганна Танасівна сповна повертає «борги»: на літературних вечорах дарує присутнім свої нові книги, частує знайомих і незнайомих людей, котрим пощастило потрапити до її затишної оселі (я була свідком того, як гостинна господиня годувала обідом двох дівчат, що прийшли рекламувати кухонний посуд. І мимоволі подумала: «Багато хто їм би дверей не відчинив». «Я не буду нічого в них купувати, просто хотіла пригостити», — пояснила мені потім поетеса). Окрема розмова про те, як дарує вона власні пісні виконавцям, як упродовж двох років веде на каналі «Культура» Українського радіо авторську програму «Дзвінка ріка» (таку саму назву має поетична збірка Ганни Чубач), у якій не лише звучать її вірші й пісні. Ганна Танасівна запрошує до студії цікавих особистостей, порушує гострі проблеми. Отримує численні листи слухачів. А гонорарів не отримує ніяких. Чомусь не поліпшується ставлення до митців у нашому суспільстві. Чомусь вважається, що їхня робота не обов'язково має оплачуватися.
«Замовляю музику словам»
На вірші Ганни Чубач написані не тільки музичні твори. Їх понад 300, створених у співдружності з композиторами Олександром Білашем, Людмилою Єрмаковою, Тетяною Стаматті-Оленєвою, Михайлом Чембержі, Людмилою Височинською. Та поряд із тим Ганна Чубач складає мелодії сама. Авторка записує пісню з власного голосу (співає так, як підказує душа) й віддає запис співакам. Вони, звичайно, пристосовують пісні до свого голосу й виконавської манери, змінюючи деякі нюанси. Тоді народжується новий варіант пісні, й Ганна Танасівна його сприймає, однак сама продовжує співати так, як чує мелодію тільки вона.
Мабуть, далися взнаки музичні гени, адже батько Ганни Танасівни був скрипалем. Нині її пісні (найвідоміші з них — «Крила», «Хустка тернова», «Не відлітайте, лелеки», «Пісня про поле…», «Горіло над морем багаття», «Замовляю музику словам») — у репертуарі Олександра Василенка, Юрія Рожкова, дуету «Горлиця», Івана Красовського. Цікаво, що звання «заслужений діяч мистецтв України» Ганна Чубач отримала не за суто літературну діяльність, а за авторські пісенні програми, з якими поетеса та її улюблені виконавці виступають у різних регіонах України. Професійно триматися перед публікою поетесі допомагає… її давня мрія — вступити до театрального інституту.
Пройшла за конкурсом у навчальну студію при Київському театрі оперети,— повідомляє пані Ганна маловідомий факт із власної біографії, — але того ж року мене зарахували до поліграфічного інституту. Я вирішила не бути актрисою, проте вчилася в студії дикції, постави, ходила на уроки художнього слова. Мені мама й бабуся казали: «Ганнусю, вчися — в житті все знадобиться». Я і редагувати вчилась, працювала бухгалтером і кодифікатором (така юридична посада була). Багато робила дурної роботи, як бабуся казала. Але тепер та дурна робота мені допомагає. Можу скласти кошторис книжки, оскільки обізнана з поліграфією. Тож нічого даремно не минає.
«У дитячих віршах відкриваю себе»
Ще одна грань її поетичного таланту — література для дітей. У 1983 році у видавництві «Веселка» вийшла перша збірка віршів Ганни Чубач для дітей «Йшла синичка до кринички».
До слів Ганни Танасівни додам, що не лише школярі, а й студенти філологічного факультету Національного педагогічного університету імені М. Драгоманова опановують майстерність, техніку мовлення, орфоепію, дикцію, закони логічного читання теж за допомогою абеток Ганни Чубач.
«Що намрію, те й збувається»
«Мені щастить на добрих людей»,— любить повторювати поетеса. Почула від неї й таку фразу: «Бог до нас добрий, а от люди — не завжди». Як усі талановиті люди, пані Ганна витримала нелегкі життєві випробування. Не завжди по-джентльменському поводяться колеги-чоловіки, хтось заздрить, когось палко кохала без надії на взаємність. Та вона вистояла. Тому що мріяла й не опускала рук: — Я — рокована, що намрію, те й збувається. Люди приходять ті, з якими хочу спілкуватися. Чоловік у мене прекрасний — я такого собі намріяла, й ми зустрілись, дарма що не в молоді роки. Мрійте, не впадайте у відчай — ми часто дуже легко опускаємо руки. А ще раджу — своєму онукові Гордійчику (та й дорослим теж) — повісити над робочим місцем напис: «Найбільший мій ворог — лінощі»). Тоді успіх вас неодмінно знайде.
Зустрічаймось, вітаймося словом, Погляд в погляд, на руку рука, Ми приходим у світ для любові, Все, що інше, — неправда гірка
Ось така поетична порада від Ганни Чубач.
У 1998 р. Ганна Чубач висловила обурення, що ведучі телебачення Бузина Олесь Олексійович та Гнатенко Костянтин Володимирович зневажливо висловлювалися про творчу спадщину Т. Г. Шевченка. Як писала Чубач: «12 квітня 1998 року в телепередачі „Бар Чорний Кіт“ К. Гнатенко та О. Бузина насміхались із творчості Т. Г. Шевченка». З цього приводу Чубач написала вірша «Кривди епохи», який починався словами: «В барі котячім ввечері вчора словом ганьбили Тараса виродки кволі» (Чубач Г. Дзвінка ріка. К., 2000. С. 32). Чубач тоді ж поскаржилася на Гнатенка директору телеканалу.
В 2010 вийшла у світ 60-та збірка письменниці «Серед зневір і сподівань». До неї увійшли як ліричні, так і публіцистичні твори.

## Творчий доробок
Вірші поетеси перекладено російською, англійською, німецькою, чеською, болгарською, угорською, монгольською та іншими мовами.

### Збірки поезій
- «Журавка» (1970).
- «Жниця» (1974).
- «Ожинові береги» (1977).
- «Заповіти землі» (1978).
- «Срібна шибка» (1980).
- «Святкую день» (1982).
- «Житня зоря» (1983).
- «Листя в криниці» (1984).
- «Літо без осені» (1986).
- «Озвучена печаль» (2003).
- «Київ ліричний» (2005)
- «Серед зневір і сподівань» (2006).
- «Мрійники» (вірші-розмальовки для дітей) (2010).
- «Україна-рідний край» (2010)
- «Мої центурії» (2011)
- «Радість висоти» (2012).

## Опубліковані твори
- «Йшла синичка до кринички». Г. Чубач ; худож. О. В. Кожеков. — К. : Веселка, 1983. — 16 с. : ілюстр.
- «Літо без осені» Лірика. — К.: Рад. письменник,1986. — 181с.
- «Відкрию таємницю». Вірші та поеми / Ганна Чубач. — К.: Молодь, 1989. — 111 с. — 16 000 экз. ISBN 5-7720-0187-6
- «Жук малий і волохатий». Вірші та казка / Г. Т. Чубач; худож. О. Прахова. — К.: Веселка, 1991. — 32 с.: іл.
- «Небесна долина» Вибрані поезії / Передм. І.Дзюби. — Укр. письменник, 1993. — 367с. ISBN 5-333-01003-X
- «І час, і досвід, і роки і вірші». // Жінка. — 1993. -№ 2. — С. 10-11.
- «Лірика». //Жінка. — 1993. — № 2. — С.10.
- «Лірика» //Дивослово . — 1995. — № 7. — С.45.
- «З багатства любові» Поезії //Хрещатик. — 1996. — № 5-6. — С.11.
- «Очі матері» Вірші та поеми. Передм. І.Дзюби. — К.:Вид. центр «Просвіта», 1996. — 192с. ISBN 966-7115-30-5
- «Дзвінка ріка» [Вірші з майбутньої книжки] // Літ. Україна.–1997.– № 35.– С. 4. ISBN 966-7671-18-6
- «Вірші» // Літ. Україна. — 1999.– 28 жовтня. — С.4.
- «Теплий початок зими». Подільська поема; худож. О. Чубачівна. — К. : Пульсари, 2001. — 46 с.: іл. — ISBN 966-7671-20-8
- «Алфавітні усмішки». Вірші; худож. М. Л. Курдюмов. — Х.: Ранок: Веста, 2002. — 56 с.: іл. — (Серія «Для малят»). ISBN 966-679-527-2
- «Озвучена печаль» Поезії / Ганна Танасівна Чубач.– К.: Пульсари, 2003.– 212 с.: іл. ISBN 966-7671-48-8
- «Десять бджілок». Лічилка; худож. Л. І. Андрощук. — Донецьк: Сталкер, 2003. — 11 с.: іл. — ISBN 966-696-387-6
- «Лисий кіт Івашко». віршована казка: Для дітей дошк. віку; худож. Т. І. Водолазька. — Х.: Ранок, 2003. — 8 с.: іл. ISBN 966-679-331-8
- «Абетки: Весела. Крилата. Смачна» зб. абеток / Г. Чубач. — Донецьк: Сталкер, 2004. — 63 с.: іл. ISBN 966-696-386-8
- «Батьківщина Україна». Патріотичні вірші для дітей / Г. Чубач; худож. Ю. Правдохіна. — Донецьк: Сталкер, 2004. — 48 с.: іл. ISBN 966-696-390-6
- «Весела книжечка» / Г. Чубач; худож. Л. Л. Андрощук, О. Харчук. — Донецьк: Сталкер, 2003. — 63 с.: іл.
- «Київ ліричний» Поезії та пісні / Ганна Танасівна Чубач.– К.: Пульсари, 2005.– 60 с. + 1 CD ISBN 966-7671-98-4
- «Серед зневір і сподівань» Лірика / Ганна Танасівна Чубач.– К.: Пульсари, 2006.– 208 с. ISBN 966-87672-6-8
- «Серед зневір і сподівань» Лірика.- К.: Пульсари, 2006. — 208 с. ISBN 966-8767-26-8
- «Букварик. Я збираюся до школи» / Г. Чубач; худож. Г. Бодякова, Ю. Правдохіна. — К.: Країна Мрій, 2007. — 48 с.: іл.
- «Хустка тернова» Поезії. — К.:ПП «Золоті ворота», 2009. — 336 с. ISBN 978-966-2246-05-6
- «Мої центурії» катрени / Ганна Танасівна Чубач; Худож. оформл. Оксана Чубачівна.– К.: Преса України, 2011.– 315 с. ISBN 978-966-472-102-5
- «Україна-рідний край». вірші для дітей. — К.: ІВЦ ДПА України, 2010. — 72 с. : іл. ISBN 978-966-1609-18-0
- «Мрійники» вірші та розмальовки / Ганна Танасівна Чубач;– К.: Пульсари, 2010.– 95 с.: іл. ISBN 966-217-165-5
- «Радість висоти» Поезія, — К.: Пульсари, 2012, 208 с. ISBN 978-617-615-017-6
- «У лісочку на пеньочку». Казочка; худож. О. М. Демченко. — Харків: Фоліо, 2014: кольор. іл. — 2500 экз. ISBN 978-966-03-6816-3
- «Біла чапля». Казочка; худож. О. М. Демченко. — Харків: Фоліо, 2014: кольор. іл. — 2500 экз. ISBN 978-966-03-6763-0
- «Дурна робота». Казочка;; худож. О. М. Демченко. — Харків: Фоліо, 2014: кольор. іл. — 2500 экз. ISBN 978-966-03-6815-6
- «Сніговий король». Казочка; худож. О. М. Демченко. — Харків: Фоліо, 2014: кольор. іл. — 2500 экз. ISBN 978-966-03-6761-6
- «Хвалько». Казочка; худож. О. М. Демченко. — Харків: Фоліо, 2014: кольор. іл. — 2500 экз. ISBN 978-966-03-6764-7
- «Їжачок і Слимачок». Казочка; худож. О. М. Демченко. — Харків: Фоліо, 2014: кольор. іл. — 2500 экз. ISBN 978-966-03-6818-7
- «Малюємо, читаємо, пишемо». — Чернівці: Букрек, 2015. — 23 с.: іл. ISBN 978-966-399-691-2
- «Українчики ідуть!». Вірші; іл. Ольги Золотник. — Тернопіль: Навчальна книга — Богдан, 2015. — 119 с. : іл. ISBN 978-966-10-4219-2. ISBN 978-966-10-1190-7 (серія)
- Ще не вмію, а вже мрію! Моя майбутня професія [Архівовано 2 жовтня 2020 у Wayback Machine.]  / Г. Чубач; худож. Ольга Зверева : Школа: Веста, 2002. — 56 с.: іл. — (Серія «Для малят»).

## Вшанування пам'яті
У листопаді 2023 року у Києві на честь поетеси було названо Бібліотеку імені Ганни Чубач для дітей.

## Відзнаки, премії та нагороди
- Заслужений діяч мистецтв України
- Найкращий поет телерадіофестивалю «Прем'єра пісні — 2010»
- Лауреат фестивалю «Пісенний вернісаж» за слова до пісні «Спішу на вогник» (муз. Олександр Єрченко виконавиця Наталя Мирна)

«Прем'єра пісні — 2010»

### Лауреат літературних премій
- імені Павла Усенка,
- імені Марусі Чурай,
- Міжнародної премії «Дружба»,
- ім. Євгена Гуцала,
- імені Анатолія Бортняка (2010),
- Премія імені Лесі Українки (2016) (за книжку «Малюємо, читаємо, пишемо» (видавництво «Букрек»[5]).